# ستيفن بيترمان
ستيفن بيترمان (بالإنجليزية: Stephen Peterman)‏ هو لاعب كرة قدم أمريكية أمريكي، ولد في 11 يناير 1982 في غولفبورت في الولايات المتحدة.

## وصلات خارجية
- ستيفن بيترمان على موقع مرجع كرة القدم المحترفة.كوم (الإنجليزية)